# トリブロモフルオロメタン
トリブロモフルオロメタン(Tribromofluoromethane)またはハロン1103、R 11B3は、4つの置換基がハロゲンに置き換わったメタンの誘導体である。無色の液体である。
トリブロモフルオロメタンは消火器に用いることができるが、臭素原子を含むため、オゾン破壊係数が大きく、ハロンのほとんどは2000年のモントリオール議定書で禁止されている。

## 物理的特性
| 特性           | 値                   |
| -------------- | -------------------- |
| 屈折率 (20℃)   | 1.5216               |
| 表面張力 (20℃) | 31.68 mN/m           |
| 粘度 (0℃)      | 2.09 mPa.s (2.09 cP) |